# Red Star OS
Red Star OS (sistema operativo Stella Rossa) è il nome del sistema operativo basato sulla distribuzione Linux Fedora del governo nordcoreano, sviluppato a partire dal 2002 dal Korea Computer Center. Prima del suo sviluppo, i computer in Corea del Nord montavano la versione inglese di Microsoft Windows XP

Nel 2013 viene rilasciata la versione 3.0 anche se nel 2014 la versione 2.5 è ancora la più utilizzata. Il sistema operativo è offerto in lingua coreana, localizzato con terminologia e pronuncia nord-coreana, ma è possibile utilizzarlo anche in lingua inglese attivando i permessi di root e lanciando i seguenti comandi dal terminale:
```
sed
 
-
i
 
'
s
/
ko_KP
/
en_US
/
g
'
 
/
etc
/
sysconfig
/
i18n

sed
 
-
i
 
'
s
/
ko_KP
/
en_US
/
g
'
 
/
usr
/
share
/
config
/
kdeglobals

```

## Specifiche
Red Star OS offre una versione modificata del browser Mozilla Firefox, chiamata Naenara che è utilizzata per visitare il Portale web Naenara, sull'intranet nazionale conosciuto come Kwangmyong.
Alcune tra le altre utilità offerte dal sistema operativo includono un editor di testo, un insieme di programmi da ufficio, un client e-mail, un lettore audio e video e alcuni videogiochi.
Il sistema operativo utilizza versioni personalizzate di KDE Software Compilation. Le versioni precedenti montavano un'interfaccia grafica KDE-3. La versione 3.0 è fatta in modo da assomigliare a MacOS mentre le versioni precedenti assomigliavano a Windows XP.

## Versioni

### Versione 1.0 - Beta

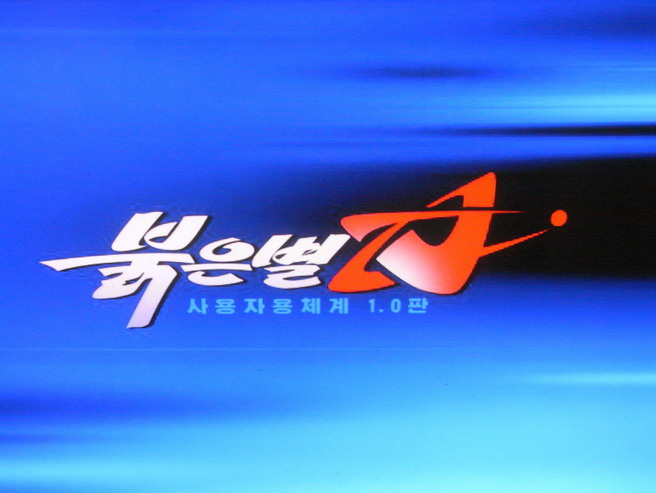
La schermata di avvio della prima versione di Red Star OS

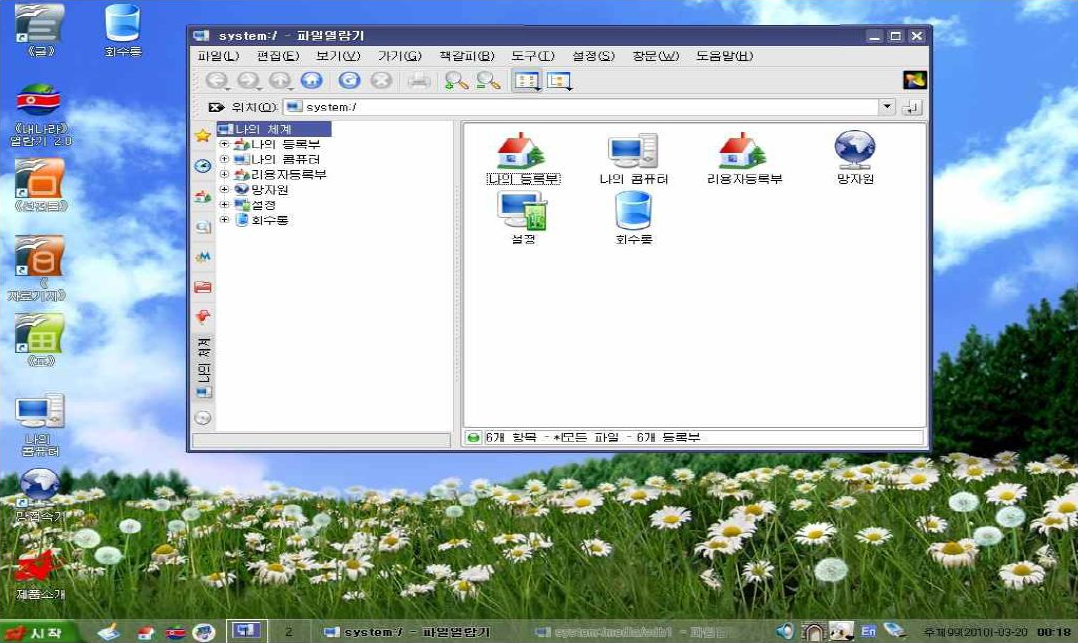
Il desktop di Red Star OS con aperto il file manager incluso nel SO.

La prima versione è uscita nel 2008. Fatta in modo da assomigliare a Windows XP, offriva il browser Naenara e una suite da ufficio basata su Open Office, chiamata "Uri 2.0". Il sistema operativo includeva anche Wine.

### Versione 2.0

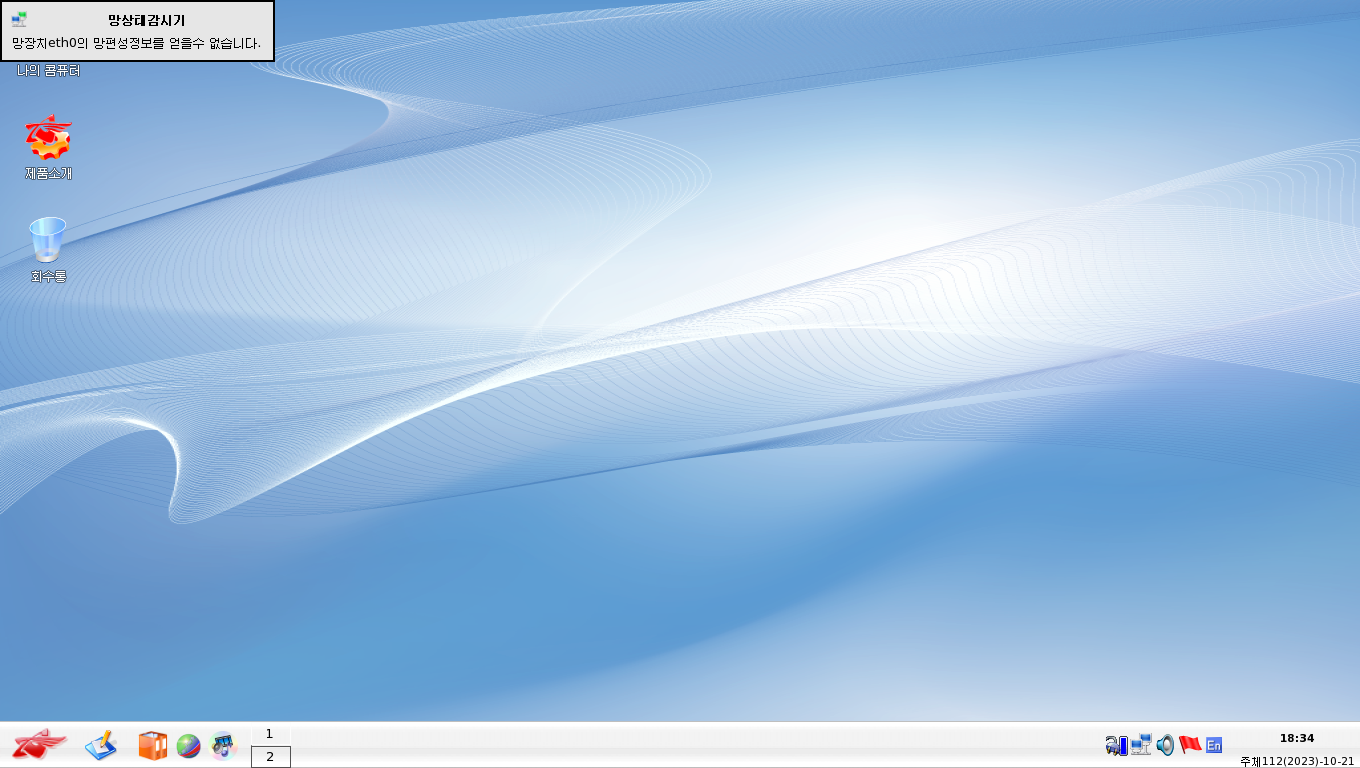
Il desktop di Red Star OS 2

Lo sviluppo della seconda versione di Red Star OS ha avuto inizio nel marzo del 2008 ed è stato ultimato il 3 giugno 2009. Come il predecessore, assomigliava a Windows XP. Il prezzo al lancio era di 2000 Won nordcoreani, circa 15 dollari.
Il browser Naenara, incluso nel sistema qualche mese più tardi, è stato rilasciato ad agosto del 2009, alzando il prezzo a 4000 Won (circa 28 dollari).
Il sistema operativo utilizza un layout della tastiera nuovo, molto differente dal layout standard utilizzato in Corea del Sud.

### Versione 3.0

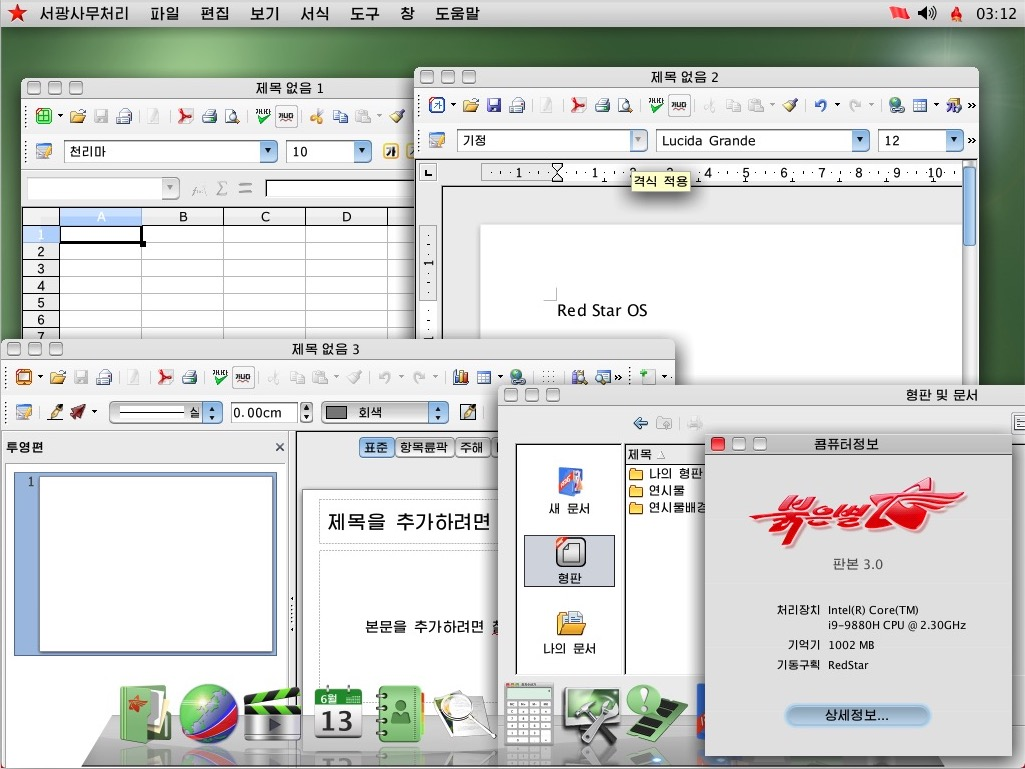
Sogwang Office su RedStar OS 3.0. Questa è una versione modificata di OpenOffice inclusa nel sistema.

La terza versione, introdotta il 15 aprile 2012, assomigliava a macOS. Questa nuova versione contiene alcuni programmi preinstallati che monitorano l'attività dell'utente e l'utilizzo che svolge del computer. Se l'utente provasse a disattivare una di queste funzioni, il sistema farebbe un riavvio, dopo un messaggio di errore visualizzato. Inoltre contiene un sistema di tracciamento dei file che passano per il computer: ogni volta che un determinato file passa attraverso un computer, viene marcato con il numero seriale di quest'ultimo permettendo al governo di avere una chiara mappa della diffusione dei file.

### Versione 4.0
Le informazioni sulla quarta versione sono ridotte.
In base a The Pyongyang Times, una versione ufficiale di Red Star OS 4.0 è stata sviluppata nel gennaio del 2019, con un supporto completo alla rete.